# São Raimundo das Mangabeiras
São Raimundo das Mangabeiras is een gemeente in de Braziliaanse deelstaat Maranhão. De gemeente telt 16.594 inwoners (schatting 2009).